# カール・エルンスト・フォン・ベーア

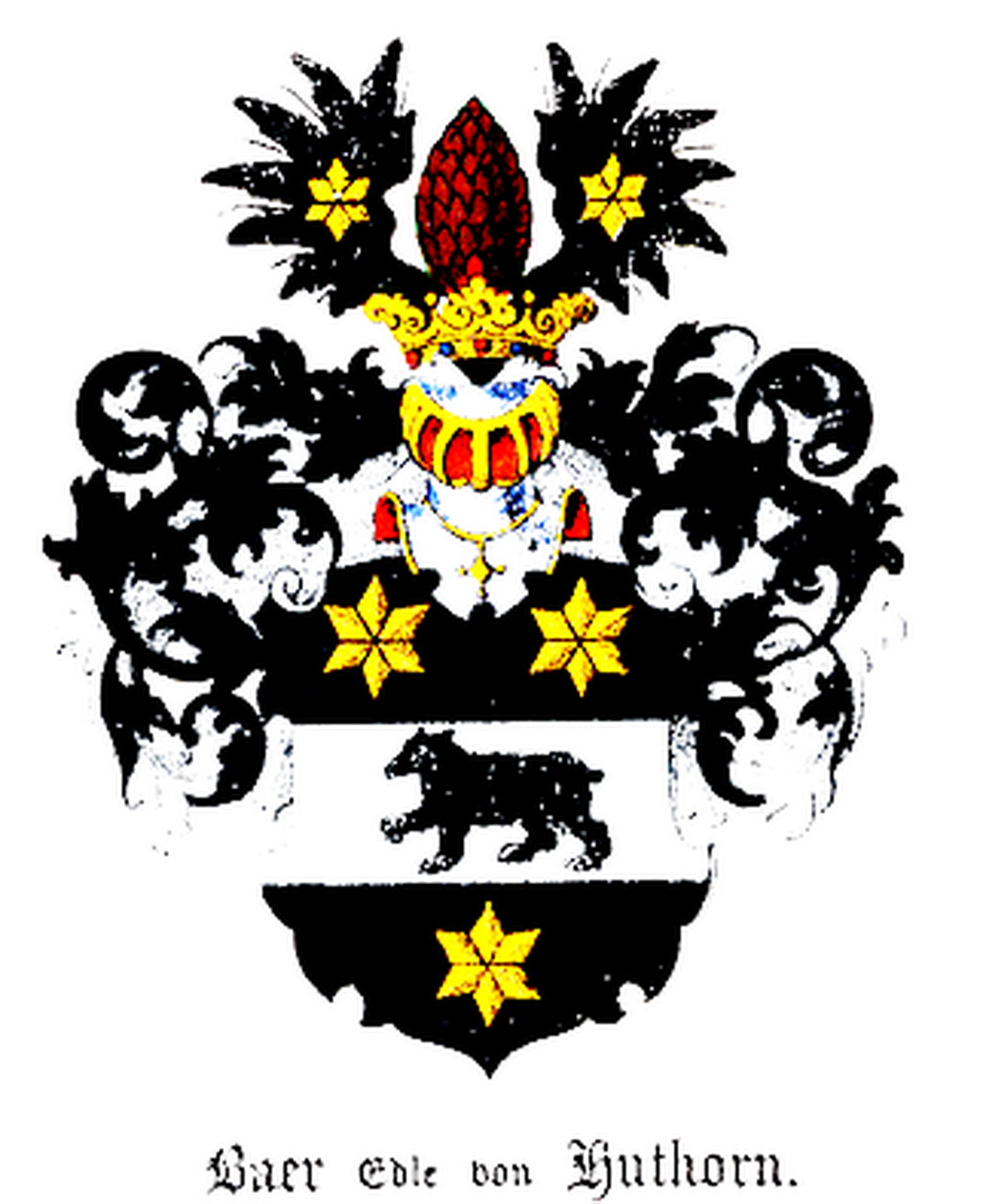
ドイツ、ヴェストファーレンからきたバルト移民の家柄、フォン・ベーア, エードレ・フォン・フートホルン家の紋章

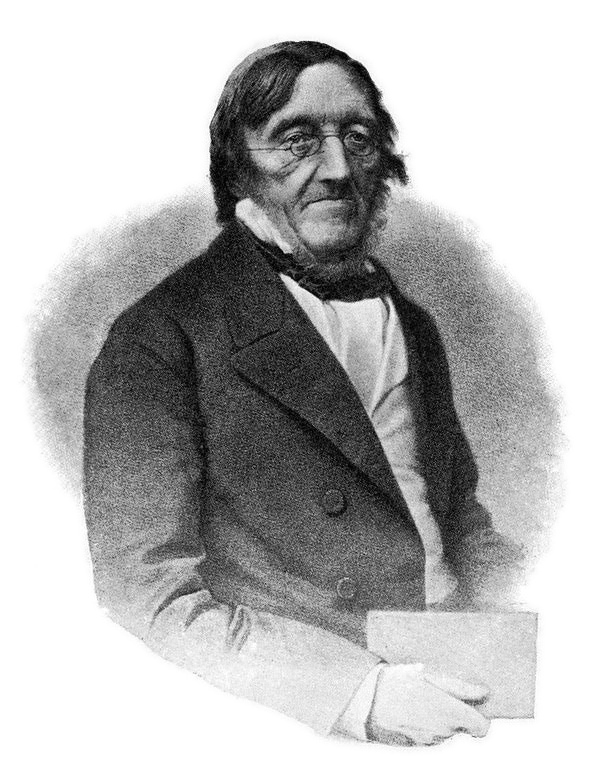
1864年ころのカール・エルンスト・フォン・ベーア、自伝を著している所

カール・エルンスト・フォン・ベーア (Karl Ernst von Baer 1792年2月28日（ユリウス暦 2月17日） ; † 1876年11月28日（ユリウス暦 11月16日）) は、哺乳類の卵子を発見したエストニア出身のバルト・ドイツ人発生学者、動物学者、人類学者、地理学者、探検家、博物学者。発生学の父と称せられる。
胚におけるベーアの法則だけでなく、コリオリの力によってもたらされる河岸における異なった侵食のはたらきをする同じ用語名（ベーアの法則 (地理学)）を冠した法則も定めた。
19世紀における最も重要な自然科学者の一人。多数の自然科学的分野における成果のため、しばしば、「北のアレクサンダー・フォン・フンボルト」と称せられる。植物や菌類における著者名略記は"BAER“。ロシア名は、カルル・マクシーモヴィッチ・ベール (ロシア語: Карл Макси́мович Бэр)。

## 生涯

### 生い立ち
バルト・ドイツ人の政治家で領地所有者ヨハン・マグヌス・フォン・ベーア (Johann Magnus von Baer)(1765年–1825年)およびロシア将校の娘ユリー・マリー・フォン・ベーア (Julie Marie von Baer)(または、ユリアーネ・ルイーゼ・フォン・ベーア Juliane Louise von Baer)(1764年–1820年) の間の子として誕生した。1808年から1810年にかけてレヴァル（現在のタリン）にあったドイツ語騎士学校リッター・ウント・ドームシューレ・ツー・レヴァル (Ritter- und Domschule zu Reval)に通った。その後、1814年まで、1802年に再建されたドルパート大学で(現在のタルトゥ大学)医学を修めた。「エストニア風土病: De morbis inter esthonos endemicis, 1814」と題する医学論文で博士号を取得し、さらにウィーン、ベルリン、そして、のちに新境地に導いてくれたイグナーツ・デリンガーが勤めていたヴュルツブルクで研究を続けた。ウィーンにいたベーアは医者として働くことを希望せず、1816年から1817年までベルリンで自然科学を研究した。1816年にドルパート大学在学中最も重要な恩師の一人であったフリードリヒ・ブルダッハ(ライプツィヒ出身の解剖学者,生理学者)がケーニヒスベルク大学の教授となり、そのもとで死体解剖者 (Prosector)としての職に就き、教授資格認定 (Habilitation)を取得した。1817年から1834年までケーニヒスベルクでベーアは最も生産的な時期を過ごした。天文学者フリードリヒ・ヴィルヘルム・ベッセルと友人となり、またラトケ嚢の発見者マルティン・ラトケや、のちに彼が立派な訃報を捧げたアレクサンダー・フォン・フンボルト等の著名な自然科学者と交流した。1819年にケーニヒスベルク出身のオーギュスト・フォン・メデム (Auguste von Medem) († 1864年)と結婚し、6人の子供を授かった。同じ年にベーアは准教授に任命され、2年後にケーニヒスベルクの博物学者カール・ゴットフリート・ハーゲンから動物学、1826年には解剖学の講座をそれぞれ引き継いだ。

### 発生学の研究

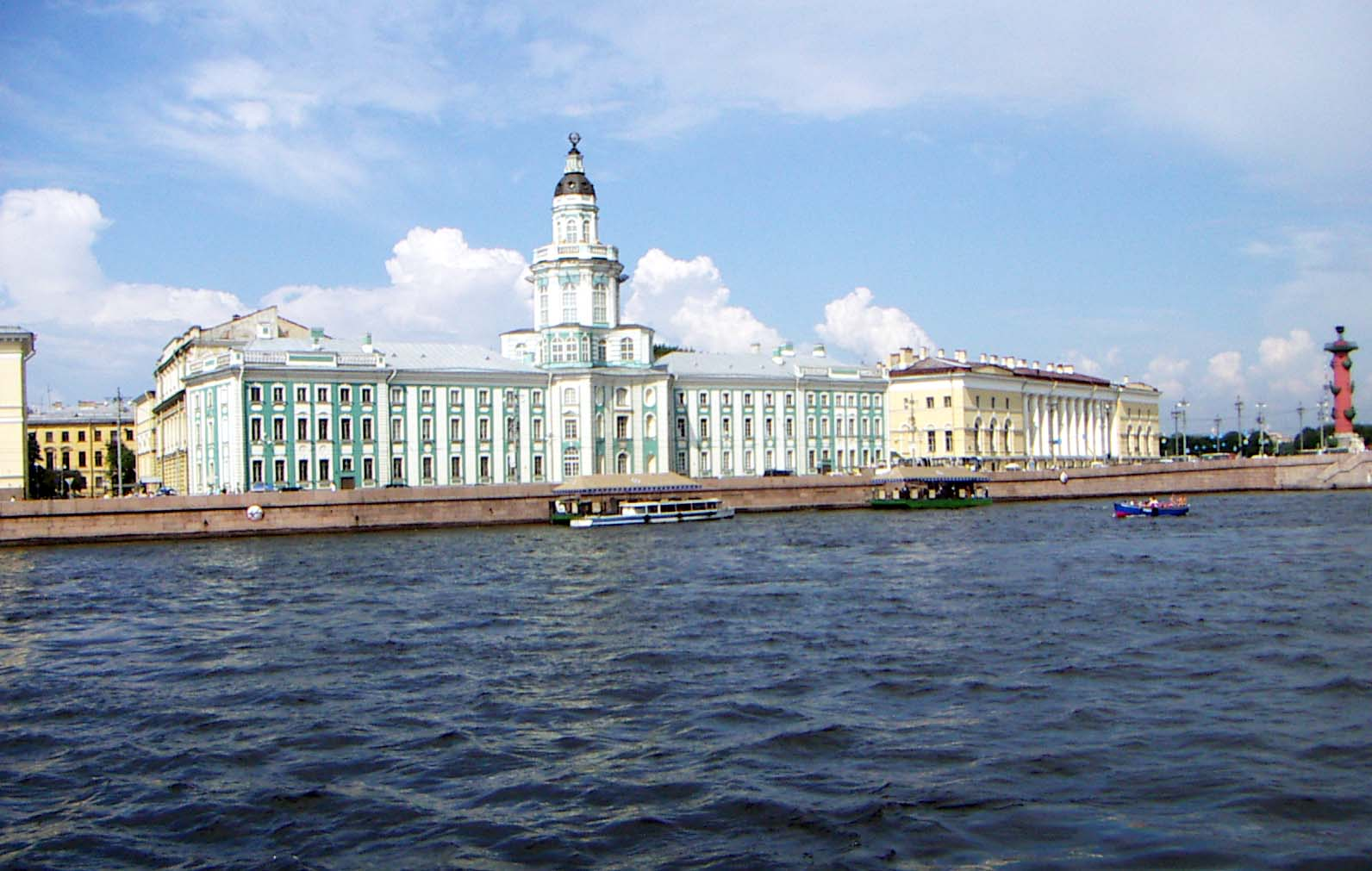
かつてサンクトペテルブルクのネヴァ川の畔にあったアカデミー本部

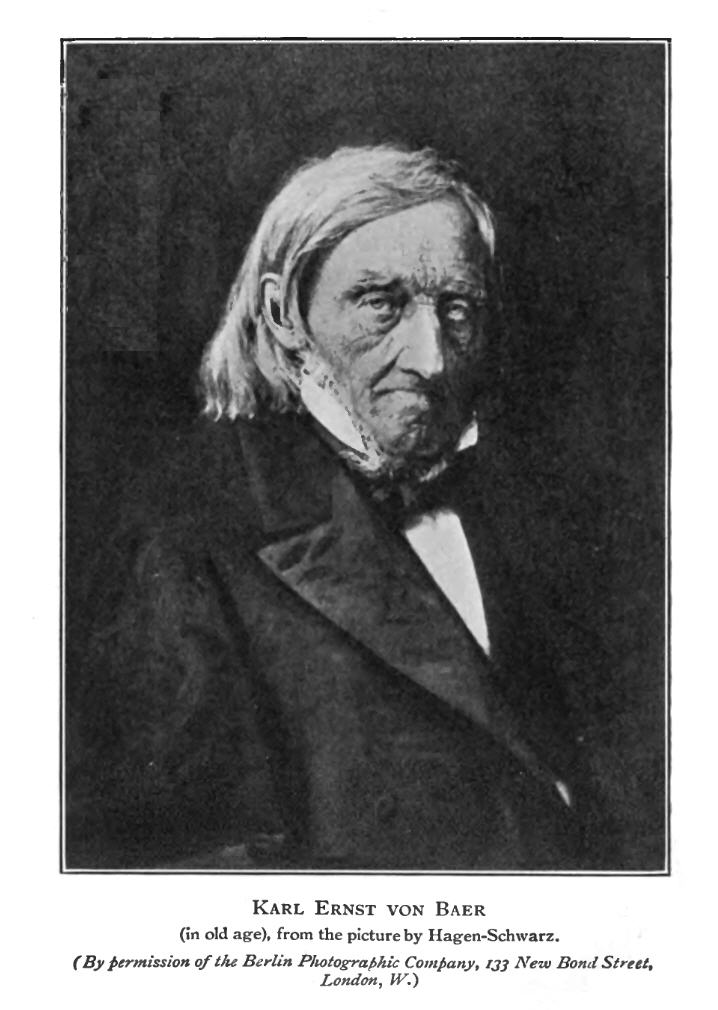
老齢のベーア、ユリー・ヴィルヘルミーネ・ハーゲン・シュヴァルツによる肖像画 1867年

主にキャリアのはじめ数年間で発生学において注力した研究として以下がある。
- 哺乳類の卵細胞を発見（１８２７年）
- 胚葉の概念に基づいた比較発生学の確立
- 脊椎動物の基本的な構造としての脊索の同定
- 反復説の体系的な批判

ベーアは、ケーニヒスベルクで発生学の研究を始め、1827年に哺乳類、なかでも特にヒトの卵細胞を捉えた。(Von einer Eizelle kann erst nach der Formulierung der Zellentheorie 1838/39 die Rede sein.) このベーアの研究の成功で、長年にわたる「哺乳類の卵細胞」の探求は完了した。彼は同じ年に、この重要な発見についてサンクトペテルブルク科学アカデミーへ送ったラテン語で書かれた手紙の中で記し(『De ovi mammalium et hominis genesi』ライプチヒ1827)また、1828年にドイツの論文(Commentar, in Heusingers Zeitschrift für organische Physik)でも報告している。1826年、初めてSpermatozoon精子（ギリシャ語で精液中の生物）の用語を使用した。1828年、ベーアは初めて脊椎動物の共通の特徴として脊索をみいだした:  「この一続きの構造は、胚における最初の一部をその周囲に形成する軸だけでなく、体全体すべての主要な構成の目盛りとなる」 (so Baer 1828) 。これは、ヒトの系統群の関係をヤツメウナギにまで拡大することを意味する大事な概念である。 ベーアは発生学的研究で2巻にわたる研究論文『Über Entwickelungsgeschichte der Thiere』(1828/1837)を発表し、 1876年の英国における訃報では19世紀で最も重要な生物学の著作だと記された。 ベーアは、胚発生における特徴の増加を、哺乳動物と鳥類に加えて、さらに爬虫類、両生動物、魚類および無脊椎動物で示した (ベーアの法則 (発生学)) (Baer-Regel)。脊椎動物の胚に関しての特性を、最初に鳥、ひよこ鳥、そして最後に飼い鶏で示した。特徴の増加のこの法則は、ローレンツ・オーケン、ヨハン・フリードリヒ・メッケルその他多数が示した反復説の説明とは対照的である。異なる動物群の間の発生段階に対応し、始めから脊椎動物は、脊椎(すなわち脊索の登場)として出現する。たとえば、虫や軟体動物等は決して脊椎動物として示され無い。ベーアはこの反復説を激しく批判し（特に『発生史』第5巻 5. Scholion der Entwicklungsgeschichte, 1. Bd.）、後にエルンスト・ヘッケルによって生物遺伝の基本法則としてさらに発展させることになる。

### アカデミー会員

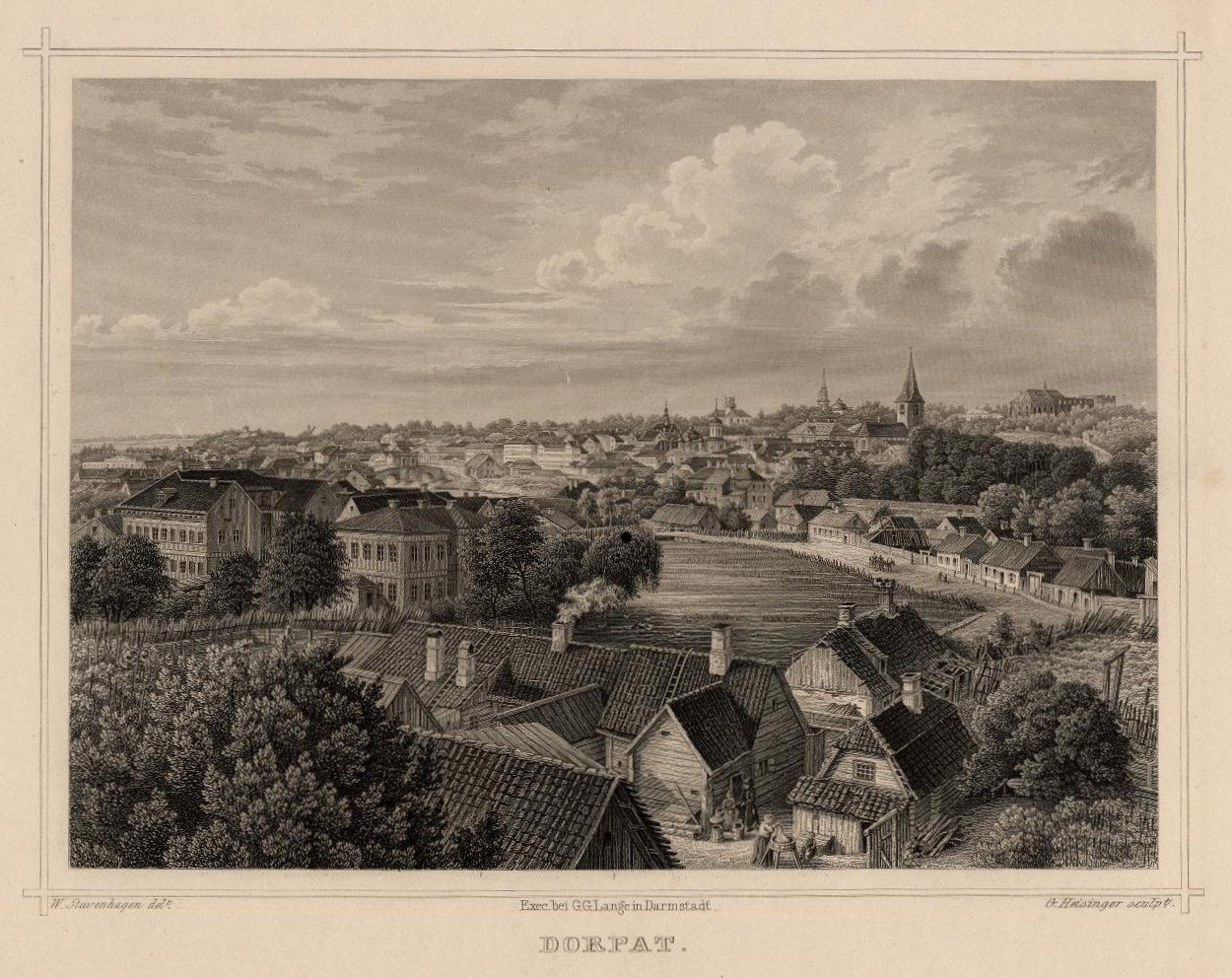
ドルパート (現在のタルトゥ) 1866年

サンクトペテルブルク科学アカデミーやサンクトペテルブルク大学に勤めていた友人だった発生学者クリスティアン・パンダーの後継として1834年にロシアへ赴いた。1834年から1846年まで動物学者として、1846年から1862年まで解剖学者や生理学者としてそれぞれ勤務した。ベーアは長い間、アカデミーの中心人物であった。 1852年から行われたヴォルガ川流域・カスピ海の水産資源調査には、後の歴史哲学者ニコライ・ダニレフスキーが協力している。1862年、ベーアは教育省の顧問になった。 1820年、ドイツ自然科学アカデミー・レオポルディーナの会員となった。1845年にロシア地理学協会 (Russian Geographical Society)の創設メンバーの一人として関わる。ロシア昆虫学会の共同創設者で初代会長であった。1849年、アメリカ芸術科学アカデミーの外国名誉会員に選出された。翌年、スウェーデン王立科学アカデミーの外国人会員に選ばれた。

### 探検調査
1837年に北極海のノヴァヤゼムリャの群島で動物や植物を収集した。他の遠征では、フィンランドの南海岸に氷期の痕跡について調査した(1838/1839)。1851年から1856年まで、北海沿岸、コーカサスのカスピ海で漁業や漁業資源について調査した。これらの調査は、1856年にロシア帝国の漁業資源保護に関する法制定へと導いた。ベーアはロシアにおける魚類生物学研究の先駆者である。

### 人類学とダーウィン

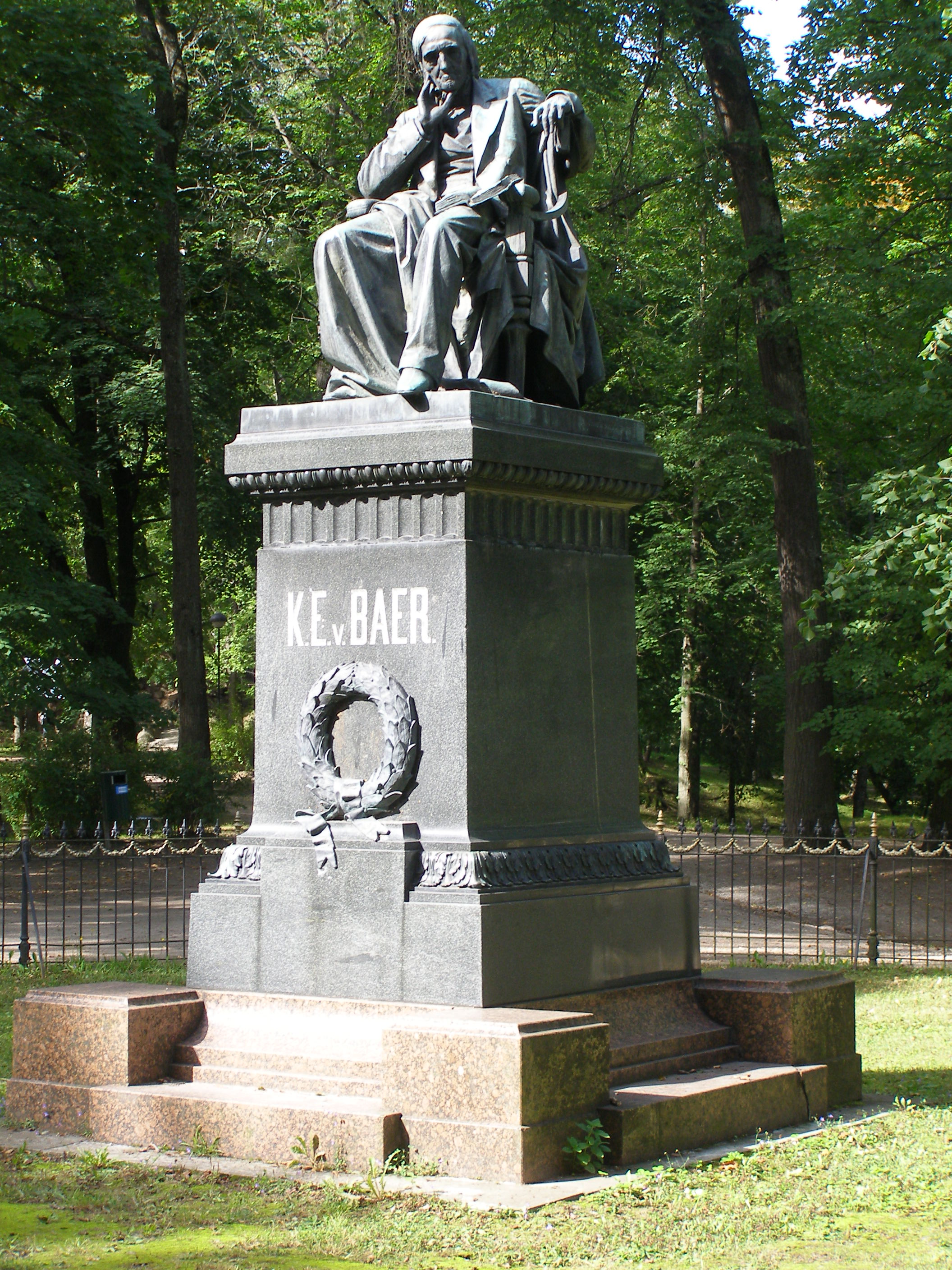
エストニアのタルトゥ(ドルパート)のカテドラルの丘にあるベーアの銅像

ベーアはサンクトペテルブルクで人類学、地理学、生態系や海洋学に転向した。1839年にグレゴール・フォン・ヘルメルゼンとともにロシアで最初となる科学書シリーズ(Sankt Petersburg 1839–1900, insgesamt 45 Bände)を創設し、ドイツから帝政ロシアの学問へ貢献した。ベーアは、ダーウィン以前に、 クリスティアン・パンダーによって刺激され(すでに1820年代に無制限の種の形質転換を考えられるとした人物)進化に関する考察を共有した。彼の論文『Über Papuas und Alfuren』(1859)の中で、彼は不変型に対して、一定の枠組みの中で種が形質転換すると述べた。彼は進化の新しい型の出現、おそらく最終的に可解問題として人間起源の疑問を見ずに反対した。彼はイングランドへと渡り、彼の友人であるトマス・ヘンリー・ハクスリーと会う、ベーアが亡くなったのちの1882年になってもダーウィンと比べられていた:  　「フォン・ベーアはダーウィンと同様な、もう一人の人物であった」。
彼は1861年にゲッティンゲンでルドルフ・ヴァーグナーとともに頭蓋骨測定は人間の中で標準化されるべきであるとした初めての人類学者会議を設立した。彼は歴史と現存の頭蓋骨などの研究に従事しながら、サンクトペテルブルク人類学コレクションを構築した。ベーアは、最初にロシアの雑誌『Naturalist』(1865–1867)、その後、ドイツのアウクスブルクで発行されている日刊紙『Allgemeine Zeitung』(1873)で公にダーウィニズムを批判的に表明した。しばしば主張されているように、彼は250ページにのぼる論文『Über Darwins Lehre』(1876)で、チャールズ・ダーウィンと進化の概念をあまり批判したわけではないが、説明のモデルとなるべき自然淘汰の理論、進化論から引き出されたハクスリーの類人猿関係の概念との間の人類および遠大なる哲学的結論。彼は革新的な研究仮説、猿のような形から人間の由来、拒否した自然の解釈における目的論の放棄と遠大な進化論者の結論を見た。

### 隠居

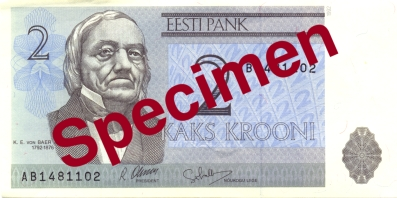
ベーアの肖像が描かれたエストニア銀行が発行した紙幣

ベーアはニコライ・イヴァノヴィッチ・ピロゴフ、イリヤ・メチニコフ、アレクサンドル・コヴァレフスキといった若い科学者や医師を支援していた。彼らは、ホヤ類の進化について激しく議論を戦わせ、ベーアはコヴァレフスキの脊椎動物における近縁生物の見解について拒絶した。それにもかかわらず、ベーアはコヴァレフスキとメチニコフに発生学の分野で重要な成果のために贈られるベーア・メダルを1869年に贈った。彼は1867年から1876年に亡くなるまでかつて勉学に励んでいた故郷ドルパートに住んでいた。彼はここでダーウィニズムについて論じ、生物学、人類学、科学、文化史、ホメーロスやオフィール (Ophir)などの古代史について多数の記事を執筆した。ベーアは1869年に設立されたベルリン人類学、民族学および先史学学会の会員になった。 1867年に英国王立協会の歴史ある一流の賞コプリー・メダルを受賞した。バルトエストニア・ドルパート友愛団体から名誉ペリシテ位階を授与された。 さらに彼は1849年8月17日にプロイセン王国のプール・ル・メリット科学芸術勲章を授与された。亡くなるまで科学的な研究に没頭していたベーアは1876年の晩秋に死去し、ドルパートの旧セントジョンズ墓地(タルトゥ・ラーディ墓地)に埋葬された。ドルパートのトーンペアにある1886年に建てられた彼の記念碑は今日においても大学のイベントや学生式典が行われる場所の中心に立っている。タルトゥにあるベアが実際に生活して亡くなった住居が保存されており、現在は博物館と研究施設として使われている。ロシアのサンクトペテルブルクにあるロシア科学アカデミー動物学研究所動物学博物館(Zoological Museum of the Zoological Institute of the Russian Academy of Sciences)に銅像がある。不定期刊行雑誌『Folia Baeriana』(タルトゥ)では1975年からベーアの研究を継続して載せている。ユーロへ移行する前に流通していたエストニア銀行が発行した2クローン紙幣に彼の肖像画が描かれていた。

## 著名人等の論評・訃報・批評
トマス・ヘンリー・ハクスリー、ダーウィン、1860年
- 新発見した素晴らしき盟友

ゲオルク・ドラゲンドルフ (1836年–1898年) 薬学者、1876年
- 我々が生きてきた時代の中でいまだかつてないほど最も偉大な博物学者の1人だった

アメリカ芸術科学アカデミーの紀要、1876年の訃報記事
- 近代発生学の創始者、第一等博物学者、ダーウィニズムの反骨のライバル

エミール・ローゼンベルク (1842年–1925年) 解剖学者、生物学者
- カール・リンネやジョルジュ・キュヴィエをも上回る科学的博学者

ルドルフ・シュタイナー（1861年-1925年）人智学の創始者、1916年
- 私は、今日、ダーウィンやヘッケルの書籍を少し読んだあと、助言で、モニステンフェレイン支部を設立しに行った、ここで様々なことをしたい。例えば、ヘッケル・エルンスト自身かつてカール・エルンスト・フォン・ベーアを手に取って読み、導かれた。万物組織体の地球は、種床であって、それらは自身を包みこむように、知性的な胚芽が沈んでいる。ベーアは、19世紀の初めに明瞭に真実を言った！

スティーヴン・ジェイ・グールド
- 正統ダーウィニズムの最も輝かしきライバル

エルンスト・マイヤー
- 明確に進化論的見解に立ち向かった科学者

## 著作

### 書籍
- De ovi mammalium et hominis genesi, Leipzig 1827 doi:10.5962/bhl.title.68345 (hier gibt Baer seine Entdeckung des menschliches Eies bekannt)
- Über Entwickelungsgeschichte der Thiere, 2 Bde. Königsberg, 1828/1837 (die epochemachende Arbeit zur vergleichenden Embryologie) doi:10.5962/bhl.title.6303
- Untersuchungen über die Entwickelungsgeschichte der Fische. Leipzig 1835 doi:10.5962/bhl.title.5773
- Kaspische Studien. 4 Teile. St. Petersburg 1855–1860 (Nachdruck: Saarbrücken 2006)
- Über das Aussterben der Thierarten in physiologischer und nicht physiologischer Hinsicht überhaupt. 1863 doi:10.5962/bhl.title.42322
- Der Bau des centralen Nervensystemes der ungeschwänzten Batrachier. Dorpat 1864 doi:10.5962/bhl.title.46901
- Studien aus dem Gebiete der Naturwissenschaften. Reden gehalten in wissenschaftlichen Versammlungen und kleinere Aufsätze vermischten Inhalts. 3 Bde. Vieweg, St. Petersburg 1864–1876 (Nachdruck: Hildesheim, Zürich, New York 2003–2006) bzw. Braunschweig 1886 (Digitalisat) doi:10.5962/bhl.title.1791
- Nachrichten über Leben und Schriften des Herrn Geheimraths Dr. Karl Ernst von Baer, mitgetheilt von ihm selbst, als Privatdruck 1864, danach: St. Petersburg 1866 u. ö. (Nachdruck: Hannover-Döhren 1972) (Autobiographie Baers bis 1834, dem Jahr seines Umzugs nach St. Petersburg)
- Письма Карла Бэра ученым Петербурга, hg. von T. A. Lukina. Leningrad 1976 (Baer-Briefe überwiegend aus der St. Petersburger Zeit)
- Entwicklung und Zielstrebigkeit in der Natur, hg. von K. Boegner. Stuttgart 1983 (Enthält Reden Baers zum Teleologieproblem, mit anthroposophischer Schlagseite)
- Materialien zur Kenntniss des unvergänglichen Boden-Eises in Sibirien. Unveröffentlichtes Typoskript von 1843 und erste Dauerfrostbodenkunde, hrsg. von Lorenz King, Gießen 2001 (Digitalisat)

### 論文
- Über ein allgemeines Gesetz in der Gestaltung der Flussbetten. In: Kaspische Studien 1860, VIII, S. 1–6.
- Ueber das Klima von Sitcha und den Russischen Besitzungen an der Nordwestküste von Amerika überhaupt, nebst einer Untersuchung der Frage, welche Gegenstände des Landbaues in diesen Gegenden gedeihen können. Bull. sci., 1839, 5, S. 129–141, 146–152.
- Crania selecta ex thesauris anthropologicis Acad. Imp. Petropolitanae. Cum tabulis lithograficis XVI. / Ueber Papuas und Alfuren In: Mémoires de l'Académie Impériale des Sciences de St.-Pétersbourg, VIme série, Bd. 19, 2. Teil, Bd. 8, 1859, S. 241–268 und 269–346 (lateinische Arbeit über Kraniologie mit deutschen Bemerkungen zur Evolution auch beim Menschen)
- Entwickelt sich die Larve der einfachen Ascidien in der ersten Zeit nach dem Typus der Wirbelthiere?. In: Mémoires de l'Académie de St.-Pétersbourg VII. série 1873, Bd. 8, S. 1–35.
- Zum Streit über den Darwinismus. In: Augsburger Allgemeine Zeitung 1873, Nr. 130, Beilage, S. 1986–1988.
- Peter des Grossen Verdienste um die Erweiterung der geographischen Kenntnisse. St. Petersburg 1872.
- Lebensgeschichte Cuvier’s. Braunschweig 1897.
- On the Genesis of the Ovum of Mammals and of Man. Introduction by Bernhard Cohen. In: Isis Bd. 47 (1956), S. 117–153 (englische Übersetzung von Baers Arbeit zur Ei-Entdeckung 1827).

### 講演
- Das allgemeinste Gesetz der Natur in aller Entwickelung. Ein Vortrag. In: Reden und kleinere Aufsätze Bd. 1. St. Petersburg 1864 bzw. 2006, S. 35–74.
- Ueber das Verhältnis des preußischen Staats zur Entwickelungsgeschichte der Menschheit. Am 18. Januar 1834 in der Königlich Deutschen Gesellschaft vorgetragen. In: Historische und literärische Abhandlungen der königl. Deutschen Gesellschaft zu Königsberg, 3. Sammlung, Bd. 8, 1834, S. 229–247.
- Blicke auf die Entwickelung der Wissenschaft*. Vortrag in der öffentlichen Sitzung der Akademie der Wissenschaften zu St. Petersburg am 29. Dec. 1835. In: Reden und kleinere Aufsätze Bd. 1. St. Petersburg 1864 bzw. 2006, S. 75–160.
- Welche Auffassung der lebenden Natur ist die richtige? und wie ist diese Auffassung auf die Entomologie anzuwenden? Zur Eröffnung der Russischen entomologischen Gesellschaft im October 1860 gesprochen. In: Reden und kleinere Aufsätze Bd. 1. St. Petersburg 1864 bzw. 2006, S. 237-284 (Hier entfaltet Baer seine berühmte Kritik am Verzicht auf den Zweck- und Zielstrebigkeitsbegriff in den Naturwissenschaften)

### 訃報 ベーアについて
- Leopold von Schrenck: Rede, gehalten am Grabe, von Akademiker Dr. v. Schrenck. In: Reden zum Gedächtnisse C. E. von Baer's, gehalten bei der Beerdigungsfeier in Dorpat. Dorpat 1876.
- Ray Lankester: Karl Ernst von Baer. In: The Academy Bd. 10, 1876, S. 608–609.
- Alexander Graf Keyserling: Gedächtnisrede auf Karl Ernst von Baer, gehalten am 18. Dez. 1876 in der literarischen Gesellschaft zu Reval. In: Aus baltischer Geisteswelt. Reden und Aufsätze, Bd. 1, Riga 1908, S. 3–17.
- Gustav Zaddach: Karl Ernst von Baer. Gedächtnisrede, gehalten in der außerordentlichen Sitzung der physicalisch-ökonomischen Gesellschaft am 16. Februar 1877. Königsberg 1877.
- Gregor von Helmersen: Karl Ernst von Baer's letzte Lebensstunden. In: St. Petersburger Zeitung Nr. 151, 1877, S. 1–8.
- Karl Johann von Seidlitz: Gedenkvortrag für Karl Ernst von Baer, 25. November 1876. In: Sitzungsberichte der Naturforscher-Gesellschaft zu Dorpat Bd. 4, 1878, S. 285–305.
- Georg Dragendorff: Gedenkansprache auf Baer; Lebensabriss Baers. In: Sitzungsberichte der Naturforscher-Gesellschaft zu Dorpat (bzw. bei der Universität zu Jurjew) Bd. 4, 1878, S. 282–285; und Bd. 10, 1895, S. 27–40.
- Emil Rosenberg: Festrede am Tage der Enthüllung des in Dorpat errichteten Denkmals für Karl Ernst von Baer in der Aula der Universität am 16. (28.) November 1886 gehalten. Dorpat 1886.

## 日本語文献
- 石川裕二『哺乳類の卵：発生学の父、フォン・ベーアの生涯』工作舎 2019 ISBN 978-4-87502-508-5

## 欧語文献
- Georg Seidlitz: Baer und die Darwin'sche Theorie. In: Beiträge zur Descendenz-Theorie. Leipzig 1876, S. 37–170
- Ludwig Stieda: Karl Ernst von Baer. Eine biographische Skizze. Braunschweig 1878. (erste Baer-Biographie, vom Verwalter des Baer-Nachlasses)
- Филипп В. Овсянников: Очерк деятельности К.М. Бэра и значение его трудов. St. Petersburg 1879. (russisch)
- Ludwig Stieda (1902). "Baer, Karl Ernst von". Allgemeine Deutsche Biographie (ドイツ語). Vol. 46. Leipzig: Duncker & Humblot. pp. 207–212.
- Remigius Stölzle: Karl Ernst von Baer und seine Weltanschauung. Regensburg 1897. (Synthese von Baers Weltbild mit theistischer Schlagseite)
- Wilhelm Haacke: Karl Ernst von Baer. Leipzig 1905. (kurze Biographie)
- Benno Ottow (Hrsg): Karl Ernst von Baer: Über die Bildung des Eies der Säugetiere und des Menschen. Leipzig 1927.
- George Sarton: The discovery of the mammalian egg and the foundation of modern embryology. In: Isis Bd. 16 (1931), Nr. 2, S. 315–377 (mit einem Faksimile von Baers Originalarbeit von 1827).
- Goetz von Selle: Baer, Edler von Huthorn, Karl Ernst Ritter von. In: Neue Deutsche Biographie (NDB). Band 1, Duncker & Humblot, Berlin 1953, ISBN 3-428-00182-6, S. 524 (電子テキスト版).
- Theodor Arzt: Die Erforschungsgeschichte der Chorda dorsalis und die Entstehung des Chordaten-Begriffes im 19. Jahrhundert. In: Nova Acta Leopoldina N.F. (1955) Nr. 121, S. 361–409.
- Benno Ottow: K. E. von Baer als Kraniologe und die Anthropologen-Versammlung 1861 in Göttingen. In: Sudhoffs Archiv Bd. 50 (1966), S. 43–68.
- Boris Jewgenjewitsch Raikow: Karl Ernst von Baer (1792–1876). Sein Leben und sein Werk. (= Acta historica Leopoldina; Nr. 5). J. A. Barth, Leipzig 1968. (marxistisch-orthodoxe Biographie Baers)
- Heinrich von Knorre: Die Entstehungsgeschichte von K. E. Baers „Sendschreiben“: De ovi mammalium et hominis genesi 1827 und vier Briefe Karl Ernst von Baers an Carl Asmund Rudolphi. In: Mitteilungen der deutschen Akademie der Naturforscher Leopoldina, Reihe 3, Bd. 17 (1973), S. 237–286.
- Heinrich von Knorre, Helmke Schierhorn: Karl Ernst von Baer (1792–1876). Eine ikonographische Studie. In: Acta historica Leopoldina Nr. 9 (1975), S. 227–268 (versammelt alle Baer-Portraits)
- Ospovat, Dov (1976). The influence of Karl Ernst von Baer's embryology, 1828–1859. In: Journal of the History of Biology Bd. 9 (1976) Nr. 1, S. 1–28.
- T. Ilomets: Karl Ernst von Baer. Tallinn 1976 (estnisch, russisch, deutsch) (Bildband zum Leben Baers)
- Maie Valt: K. E. v. Baer ja darvinism. Etüüd arenguideede draamast bioloogias. Tallinn 1977. (estnisch)
- Hans Querner: Karl Ernst von Baer als Anthropologe. In: Peter Schröter (Hg.): 75 Jahre Anthropologische Sammlungen München. München 1977, S. 301–310.
- Roswitha Lienert: Karl Ernst von Baer und die Entdeckung des Säugetiereies. Diss. Würzburg 1978
- Hans Querner: Karl Ernst von Baer und Thomas Henry Huxley. Unveröffentlichte Briefe aus den Jahren 1860–1868. In: Sudhoffs Archiv Bd. 62(1978) Nr. 1, S. 131–147.
- Erki Tammiksaar: Findbuch zum Nachlass Karl Ernst von Baer (1792–1876). (= Berichte und Arbeiten aus der Universitätsbibliothek und dem Universitätsarchiv Giessen; 50/1999). Universitätsbibliothek Gießen, Gießen 1999 (Digitalisat der Einleitung)
- Erki Tammiksaar: Der „Humboldt des Nordens“. Der Nachlass des Naturforschers Karl Ernst von Baer in der Universitätsbibliothek wird ausgewertet. In: Spiegel der Forschung. Band 17, 2000, Heft 2, S. 14−21 (Digitalisat)
- Karl Ernst von Baer, der Humboldt des Nordens. Ausstellungskatalog. Universität Gießen, Gießen 2002
- Thomas Schmuck: Baltische Genesis. Die Grundlegung der Embryologie im 19. Jahrhundert. (=Relationes Bd. 2). Aachen 2009 (über Baer: S. 115–213)
- Erki Tammiksaar: New Aspects in Karl Ernst von Baer's World View Concerning Darwin's Hypothesis of Natural Selection. In: Э. И. Кольчинский, А. А. Федотова: Чарльз Дарвин и современная биология. Труды Международной научной конференции, Санкт-Петербург, 21–23 сентября 2009 г. St. Petersburg 2010, S. 561–566.
- Ortrun Riha, Thomas Schmuck: "Das allgemeinste Gesetz". Karl Ernst von Baer (1792–1876) und die großen Diskurse des 19. Jahrhunderts. (=Relationes Bd. 5). Aachen 2011